# Кребасса, Марианна
Марианна Кребасса (фр. Marianne Crebassa, 1986) — французская оперная певица (меццо-сопрано).

## Биография
Изучала вокал и фортепиано в Консерватории Монпелье, а параллельно музыковедение в Университете Монпелье. В 2008 с успехом дебютировала на сцене оперного театра Монпелье в опере Шумана Манфред (дир. Эрве Нике). В дальнейшем пела в опере Пиццетти Федра (дир. Энрике Маццола), Мученичестве Святого Себастьяна Дебюсси (дир. Ален Альтиноглу), Заире Беллини (Маццола), Травиате Верди (Альтиноглу), Фридерике Легара (Лоуренс Фостер), Грозовом перевале Херрманна.
В 2010 году, вместо того, чтобы писать диссертацию по музыковедению в Монпелье, Кребасса присоединилась к Программе молодых художников (студии) Парижской национальной оперы, исполняла ведущие роли в студийных постановках и второстепенные партии в основных постановках Оперы Лулу, Риголетто и Мадам Баттерфляй.
Затем заключила двухгодичный контракт с Парижской оперой, спела ведущие партии в операх Орфей и Эвридика Глюка, Колдунья Галеви (дир. Лоуренс Фостер), Лулу Берга, Риголетто Верди, Мнимая садовница Моцарта.
На Зальцбургском фестивале пела в операх Тамерлан Генделя (дир. Марк Минковский, 2012), Луций Сулла Моцарта (2013), Шарлотта Саломон Марка-Андре Дальбави (пост. Люка Бонди, дирижировал автор, 2014), Так поступают все Моцарта (пост. Кристофера Лоя). В 2013—2014 также выступала в Так поступают все Моцарта в Монпелье, Фаусте Гуно в Амстердаме, Ромео и Джульетте Берлиоза в Лиссабоне и Бад-Киссингене.
В 2014 году она вернулась на Зальцбургский фестиваль в качестве одной из исполнительниц главной роли в «Шарлотте Саломон». Исполнив Орфею в версии Берлиоза в студии Opéra в 2011 году, она исполнила эту роль в Opéra-Comique в 2018 году. В феврале 2017 года в Opéra Comique она появилась в главной роли в постановке компании. из Fantasio Жака Оффенбаха в театре Шатле.
Кребасса дебютировала в США в мае 2015 года с Чикагским симфоническим оркестром.  Ее сценический дебют в США состоялся в Чикагской лирической опере в феврале 2016 года в опере Гуно «Ромео и Джульетта» в роли Стефано.

## Студийные записи
- Crebassa Oh Boy! ,  Эрато (2017)
- «Лучио Силла» ,  концерт в Вальдбюне (2019)
- «Ночь Фигаро» Моцарта, концерт в Вальдбюне (2019)
- «Орфея и Эвридика» Глюка,  концерт в Вальдбюне (2019)
- «Троянцы» Берлиоза,  концерт в Вальдбюне (2019)
- «Шехеразада» Равеля,  концерт в Вальдбюне (2019)